# Eutanyacra suturalis
Eutanyacra suturalis är en stekelart som först beskrevs av Thomas Say 1835.  Eutanyacra suturalis ingår i släktet Eutanyacra och familjen brokparasitsteklar. Inga underarter finns listade i Catalogue of Life.